# El arca de Noé (miniserie)
El arca de Noé (título original: Noah's Ark) es una miniserie germanoestadounidense de 1999 dirigida por John Irvin y protagonizada por Jon Voight, Mary Steenburgen y F. Murray Abraham.
La miniserie es una versión bastante libre de la historia del Génesis que se sale del enfoque clásico al que estamos acostumbrados en las películas de temática bíblica.

## Argumento
Una inundación cubrirá toda la tierra. Para salvarse de ella Noé y su familia deben construir un arca. Los aldeanos locales se burlan de Noé al respecto, porque están en medio de una sequía. A medida que construyen el arca, Noé reúne animales de cada especie, macho y hembra. De repente, la lluvia comienza a caer y Noé y su familia se refugian entonces en el arca. Después de pasar varios meses en el arca, la tormenta se disipa y ellos son los únicos que quedan sobre la faz de la tierra. Noé y su familia reciben una segunda oportunidad de comenzar a civilizar la tierra de nuevo.

## Reparto
| Actor             | Personaje |
| ----------------- | --------- |
| Jon Voight        | Noah      |
| Mary Steenburgen  | Naamah    |
| F. Murray Abraham | Lot       |
| Carol Kane        | Sarah     |
| Mark Bazeley      | Shem      |
| Jonathan Cake     | Japhet    |
| Alexis Denisof    | Ham       |

## Producción
La producción cinematográfica fue rodada en Melbourne, Australia.

## Recepción
Hoy en día la miniserie ha sido valorada en portales cinematográficos. En IMDb, con aproximadamente 2100 votos registrados, la miniserie obtiene una media ponderada de 3,7 sobre 10. En cuanto a Rotten Tomatoes, los más de 250 votos registrados en el portal dieron a esta miniserie una valoración media de 1,9 de 5.